# Akciabrski (obwód miński)
Akciabrski (biał. Акцябрскі, ros. Октябрьский) – osiedle na Białorusi w rejonie smolewickim obwodu mińskiego. Jest siedzibą sielsowietu Plissa. Miejscowość jest położona 10 km od Smolewicz i 48 km od Mińska, kilometr od wsi znajduje się stacja kolejowa Czyrwony Sciah.

## Historia
Osada powstała przy Zakładach Drobiarskich "Smolewiczska", które powstały w 1966 roku. W 1977 r. wieś otrzymała obecną nazwę - na cześć Rewolucji październikowej. W 1988 roku w miejscowości było 630 domów i 2000 mieszkańców. W 1996 r. były już 782 domy, a we wsi mieszkało 2346 mieszkańców.

## Infrastruktura
W miejscowości funkcjonuje "Smolewicka Fabryka Brojlerów" i jej filia Krasnoznamieński Zakład Paszowy. Ponadto istnieje kompleks społeczno-pedagogiczny, Pliska Szkoła Średnia, Pliska Wiejska Muzyczna Szkoła Artystyczna, bibliotek, dom kultury, poczta, bank, przedszkole, przychodnia, apteka, łaźnia, stołówka, kompleks sportowo-rekreacyjny. 

## Parafia rzymskokatolicka
Parafia św. Trójcy i św. Krzysztofa w Akciabrskim wchodzi w skład dekanatu wilejskiego archidiecezji mińsko-mohylewskiej. Najbliższej położona kaplica z I poł. XIX w. istniała we wsi Emelianowo. Została zniszczona w latach 30. XX w. Obecnie (2017 r.) parafia organizuje się.